# 賈堡冰川
82°42′S 53°25′W / 82.700°S 53.417°W
賈堡冰川（英語：Jaburg Glacier）是南極洲的冰川，位於伊利沙伯女皇地，流經彭薩科拉山脈的杜費克山和科迪納峰，美國地質調查局根據測量和該國海軍的空中照片繪入地圖。